# Viaduc de Vadollano
Le viaduc de Vadollano est un pont ferroviaire de la ligne Alcázar de San Juan-Cádiz, dans la municipalité de Linares (province de Jaén) qui traverse la rivière Guarrizas.

## Description
Il s'agit d'un pont métallique à trois travées, soutenu par deux grands piliers en maçonnerie et des culées en pierre de taille. Actuellement, les travées métalliques sont en treillis de type Linnville, avec 4,2 mètres de bord, du pont supérieur.

## Histoire
Le viaduc a été construit par la Compañía M.Z.A., et les travaux ont été achevés en 1886. L'ouvrage d'origine, constitué de treillis, conçu en 1865 et construit par Parent, Schaken, Caillet et Cie, a dû être remplacé en 1918-1919 par l'actuel, construit par La Maquinista Terrestre y Marítima. Entre 1950 et 1956 de nouveaux renforts sont effectués.